# Joakim Eliasson
Joakim Eliasson, född 1975, är en svensk motocrossförare som kör MX3 och MX1. Bästa resultat i SM är en andraplacering totalt 2006 efter Mats Nilsson. Tidigare körde Eliasson i 250-kubiksklassen. Han blev trea i SM i 250 cm³ år 2002 samt tvåa i samma klass 2003 efter Tommy Engwall.Han har vid flera tillfällen tävlat i VM. Bland annat i Sveriges deltävling i VM 2007 som kördes på Svampabanan i Tomelilla. Eliasson blev då 9:e i första heatet och 7:e i det andra.
Han medverkade i Helt perfekt på kanal 5 (2019).
Tillsammans med sin bror Patrik Eliasson, Robert Lind och Markus Karlsson bildade han 2009 "Team Eliasson Racing", baserat i Nybro.